# Bastijon
Bastijon (iz fr. bastion; slovensko branik) je izbočen prizidek na trdnjavskem zidu, ki omogoča neposredno bočno streljanje na sovražnike, ki se nahajajo ob zidu. S tem arhitekturnim elementom je bilo branilcu omogočeno aktivno branjenje fortifikacije.
Posebna oblika trdnjave z mnogimi bastijoni je bila bastijonska trdnjava.

## Značilnosti
Enostavna definicija bastijona se glasi: to je arhitekturni element pri fortifikaciji, ki ima dve fronti in dva boka, iz katerih je možno pokrivati s streljanjem lastno obzidje in sosednje bastijone.
Bastijon je bil nižji od stolpa, da bi se zmanjšala škoda močne artilerije, a so bili mnogo širši in masivnejši, da bi se po njih lahko namestila lastna artiljerija. Glede na razpored, izgled, mesto in značilnosti bastijona in njihovih dodatkov, razlikujemo; starotalijanski, novotalijanski, staroholandski, pruski, mezjerski in novoholanski bastijonski sistem. 
Če primerjamo bastijon v najrazvitejši obliki s srednjeveškim in renesančnim stolpom vidimo, da se bastijon zelo razlikuje od svojih predhodnikov. Te razlike izhajajo iz razumevanja možnosti tako pri napadu kot pri obrambi od topništva pa tudi od nove znanosti za fortifikacije.

## Zgodovina
Bastijoni so se pojavili z razvojem topništva, ker sta domet in moč topovskih granat dokazali, da se je dotedanji način gradnje utrdb z visokimi stolpi pokazal povsem neprimeren za moderne topove.
Ne ve se natančno kje je bil zgrajen prvi bastijon, kot tudi ne pod kakšnim in čigavim vplivom. Danes se večina strokovnjakov strinja, da so se prvi bastijoni začeli graditi v Toskani v začetku 16. stoletja.
Končno obliko bastijonskega sistema utrjevanja je dal francoski vojaški inženir Blaise François Pagan (1604 - 1665), avtor "Rasprave o fortifikacijah (Traité des fortifications) in njegov učenec Sébastien Le Prestre de Vauban (1633 - 1707). Prav Vauban je zgradil najboljše primere bastijonov, ki jih še danes lahko vidimo v Lillu in Longwyu. Bastijoni so bili značilnost dobe, ko je vladal smodnik, in so sev prenehali graditi sredi 19. stoletja.
Najljepši primer bastijona na južnoslovanskem prostoru je Karlovačka trdnjava, ki ima tloris v obliki šesterokotnika, na vsakem vogalu pa en bastijon.

## Tipi
V zgodovini so se uporabljali različni tipi bastijonov:
- Solidni bastijoni so bili v celoti izpolnjeni, tla so imeli celo v višini prsobrana brez praznega prostora proti centru.
- Neizpolnjen ali votel bastijon je imel prsobran ali parapet samo okoli svojih stranic (franc. flanc) in lica (franc. face), tako da je neizpolnjen prostor ostal proti centru.
- Ravni bastijon je bil zgrajen v sredini kurtine, ograjen od dvora, ko je dvor postal prevelik da bi se branil iz bastijona na njegovih koncih. Termin se uporablja tudi za bastijone zgrajene na ravni liniji.
- Okrnjen bastion ima na stiku vhodni vogal. Včasih se imenuje bastijon z mučilom (franc. tenaille). Taki bastijoni so bili v uporabi ko bi brez take strukture, vogal bil preoster. Okrnjen bastion se imenuje tudi bastijone, ki je odsekan od ostanka glavnega objekta z nekakšnim jarkom. Taki bastijoni se imenujejo tudi revelini (franc. ravelin).
- Sestavljeni bastijon ima dve stranice notranjega poligona neenake, pa je tudi grlo (franc. gorge) neenako.
- Pravilni bastijon ima zaradi svojih proporcev enako lice, stranice in grlo.
- Deformirani ali nepravilni bastijon ima eno stranico notranjega poligona prekratko.
- Demi-bastijon ima samo eno lice in stranico. Da bi utrdili vogal na mestu, ki je preostro, je odsekana izboklina in postavljena dva demi-bastijona.
- Dvojni bastijon ima na ravnem delu večjega bastijona zgrajen še en višji bastijon, tako da je med parapetom nižjega in bazo višjega 4 ali 6 metrov.
- Rog je bastijon, potisnjen naprej v jarek in je bil eno od zunanjih del zgodnje moderne trdnjave. Sestavljen je bil iz dveh polbastijonov, povezanih s kurtino, ki sta bila obrobljeni z dolgimi boki. Na steno kurtine bi lahko predstavili revelin.

## Glavni deli utrdbe
- fasa - čelni (daljši) branik bastijona
- flanka - bočna (krajša) stran bastijona, ki se povezuje s kurtino
- kurtina - raven zid med dvema bastijonoma
- obrambni jarek – jarek, ki obdaja trdnjavo, pogosto napolnjen z vodo, pri grajskih vratih premoščen z mostom
- kaponir - obrambni element v jarku
- eskarpa / kontraskarpa – notranja/ zunanja brežina jarka - Oporni zid, tudi na notranji steni obrambnega jarka.
- skrita pot - je med kontraskarpe in glasije, obdaja trdnjavo in je izpostavljena lega za posadko
- traverza - pregrada na skriti poti (zaščita pred bočnim napadom)
- zborno mesto - razširjen prostor na vogalih skrite poti
- glasija – sistem zunanje cone za skrito potjo, rahlo nagnjena “očiščena površina“ izpostavljena ognju branilcev
- revelin - zunanji del obrambnega sistema, običajno vstavljen pred kurtino (med krake), trikotnega tlorisa
- fleša - zunanji del obrambnega sistema, običajno v glasiji, v katero je vstavljena pred krake. Sestoji iz redute (manjši utrjen položaj, trikotnega tlorisa) na vrhu in ozkega dostopa, ki prihaja iz vrha skrite poti
- tenalija - zunanji del obrambnega sistema v obliki črke "V", običajno pred kurtino

## Galerija
- Bastijon na gradu Copertino (Italija)
- Zračni pogled na bastijone na gradu Siklós (Madžarska)
- Načrt Geneve in okolice leta 1841. Velike fortifikacije (z mnogimi bastijoni) so bile uničene čez deset let.
- Načrt Tvrđa leta 1861 (Osijek, Hrvaška). Nekateri bastijoni so še danes ohranjeni.